# Jaroslav Major
Jaroslav Major, řeholní jméno Pantaleon (10. prosince 1869 Choteč – 21. srpna 1936 Praha) byl český malíř a freskař.

## Životopis
Narodil se 10. prosince 1869 v Chotči. V roce 1888 byl přijat do řádu beuronských benediktinů v pražských Emauzích. Mezi jeho první významnější tvorbu patřila výzdoba kaple u sv. Gabriela na pražském Smíchově. V roce 1891 byl řádem povolán do kláštera v Beuronu, kde studoval 1891 až 1892. Následovalo studium na škole Monumento Nationale v Monte Cassino v Itálii, kde pomáhal při restaurování hrobky sv. Benedikta. V Itálii studoval v uměleckých školách nejen v oborech fresek a mozaik, ale i přednášek o starých obrazech. V Itálii setrval čtyři roky než se vrátil do Prahy. Jeho díla je možné vidět v kostele sv. Václava ve Starých Dejvicích, kostele sv. Vavřince v Ronově nad Doubravou, kostele Povýšení sv. Kříže v Prostějově i v kostele sv. Antonína v pražských Holešovicích. 
Po propuštění z armády odjel do Paříže. - Tato jeho soukromá aktivita však nebyla schválena vedením řádu a jelikož na výzvy k návratu do kláštera nereagoval, byl v roce 1922 zproštěn řeholních slibů.
Jaroslav Major následně založil vlastní Atelier církevního umění a díky dřívějším kontaktům a mimořádnému uměleckému nadání v této oblasti úspěšně pokračoval. Byla mu svěřena restaurátorská práce sgrafit uvnitř kostela sv. Mikuláše na Staroměstském náměstí. Navrhl malby do farního kostela na náměstí v Nové Pace. Následovala opět cesta do Itálie, kde pracoval na kapli českých bohoslovců v Trevi. Jeho další působení bylo v Olomouci, Hradci Králové, Českých Budějovicích, Vítkovicích, Ostravě, v Nitře, chrámu Božského Srdce Páně v Hodslavicích či v kostele ve Sv. Jana pod Skalou. Byl nositelem řady vyznamenání, jako například zlaté medaile Pia X. Za zásluhy o církevní umění a čestným křížem řádu sv. Cyrila a Metoděje De ecclesia catholica bulgaria a papežskou medailí Pro ecclesia et pontifice. Jaroslav Major zemřel dne 21. srpna 1936 v Babicích u Říčan u Prahy.